# Metodo delle corde

Le prime tre iterazioni del metodo delle secanti con estremo fisso. La curva blu è la funzione f(x), ed i segmenti rossi sono le secanti.

In matematica, e più specificamente in analisi numerica, il metodo delle corde (o metodo delle secanti con estremo fisso) è uno dei metodi di iterazione funzionale più semplici per il calcolo approssimato di una soluzione di un'equazione della forma {\displaystyle \,f(x)=0}. Esso si applica dopo avere determinato un intervallo {\displaystyle [a,b]} che contiene una sola radice. 
Il metodo consiste nel costruire una successione di punti con il seguente criterio: assegnato un punto iniziale {\displaystyle x_{0}}, per ogni {\displaystyle n\geq 0} il punto {\displaystyle x_{n+1}} sia lo zero della retta passante per il punto {\displaystyle (x_{n},f(x_{n}))} e di coefficiente angolare 
{\displaystyle m={\frac {f(a)-f(x_{n})}{a-x_{n}}},}
ovvero quello della retta passante per i punti {\displaystyle (x_{n},f(x_{n}))} e {\displaystyle (a,f(a)).}
Iterando il procedimento del calcolo dell'intersezione delle varie rette con l'asse delle ascisse, si ottiene la relazione di ricorrenza
{\displaystyle x_{n+1}=a-f(a){\frac {x_{n}-a}{f(x_{n})-f(a)}}.}
Il metodo delle corde converge linearmente se, detta {\displaystyle \alpha } la soluzione corretta, vale
{\displaystyle 0<{\frac {f'(\alpha )}{m}}<2.}
In altri termini, {\displaystyle m} e {\displaystyle f'(\alpha )} devono avere lo stesso segno e l'intervallo {\displaystyle [a,b]} deve soddisfare la condizione
{\displaystyle b-a<2{\frac {f(b)-f(a)}{f'(\alpha )}}.}
Negli altri casi il metodo potrebbe non convergere affatto.